# Premi Feroz al millor actor protagonista
El Premi Feroz al millor actor protagonista és un premi cinematogràfic que s'entrega anualment, des del 2014, com a part dels Premis Feroz, creats per l'Associació d'Informadors Cinematogràfics d'Espanya.

## Guanyadors i nominats
| Edició | Any  | Foto     | Guanyador               | Obra                 | Nominats |  |
| ------ | ---- | -------- | ----------------------- | -------------------- | --- |  |
| I      | 2014 |          | Antonio de la Torre     | Caníbal              | - Javier Cámara - Vivir es fácil con los ojos cerrados - Mario Casas - La mula - Eduard Fernández - Todas las mujeres - Hugo Silva - Las brujas de Zugarramurdi                                                  |  |
| II     | 2015 |          | Javier Gutiérrez        | La isla mínima       | - Raúl Arévalo - La isla mínima - Luis Bermejo - Magical Girl - Javier Cámara - La vida inesperada - David Verdaguer - 10.000 km                                                                                 |  |
| III    | 2016 |          | Ricardo Darín           | 'Truman'             | - Ramón Barea - Negociador - Javier Cámara - Truman - Pedro Casablanc - B, la película - Luis Tosar - El desconocido                                                                                             |  |
| IV     | 2017 |          | Roberto Álamo           | Que Dios nos perdone | - Eduard Fernández - El hombre de las mil caras - Alain Hernández - El rei borni - Lewis MacDougall - Un monstruo viene a verme - Àlex Monner - La propera pell - Antonio de la Torre Martín - Tarde para la ira |  |
| V      | 2018 |          | Javier Gutiérrez        | El autor             | - Santiago Alverú - Selfie - Javier Cámara - Fe de etarras - Andrés Gertrúdix - Morir - Antonio de la Torre - Abracadabra                                                                                        |  |
| VI     | 2019 |          | Antonio de la Torre (2) | El reino             | - Javier Bardem - Todos lo saben - José Coronado - Tu hijo - Javier Gutiérrez - Campeones - Javier Rey - Sin fin                                                                                                 |  |
| VII    | 2020 |          | Antonio Banderas        | Dolor y gloria       | - Antonio de la Torre - La trinchera infinita - Karra Elejalde - Mientras dure la guerra - Luis Tosar - Quien a hierro mata - David Verdaguer - Los días que vendrán                                             |  |
| VIII   | 2021 | centrado | Mario Casas             | No matarás           | - Raúl Arévalo - Los europeos - Javier Cámara - Sentimental - David Verdaguer - Uno para todos - Javier Gutiérrez - Hogar                                                                                        |  |
| IX     | 2022 | centrado | Javier Bardem           | El buen patrón       | - Roberto Álamo - Josefina - Ricardo Gómez - El sustituto - Eduard Fernández - Mediterráneo - Luis Tosar - Maixabel                                                                                              |  |
| X      | 2023 | centrado | Nacho Sánchez           | Mantícora            | - Karra Elejalde – Vasil - Miguel Herrán – Modelo 77 l - Denis Ménochet – As bestas - Nahuel Pérez Biscayart – Un año, una noche - Luis Tosar – En los márgenes                                                  |  |
| XI     | 2024 | centrado | David Verdaguer         | Saben aquell         | - Alberto Ammann per Upon entry (L'arribada) - Enric Auquer per El mestre que va prometre el mar - Hovik Keuchkerian per Un amor - Manolo Solo per Cerrar los ojos                                               |  |